# November 2002
Portal Geschichte | Portal Biografien | Aktuelle Ereignisse | Jahreskalender | Tagesartikel

◄ |
20. Jahrhundert |
21. Jahrhundert

◄ |
1970er |
1980er |
1990er |
2000er
| 2010er | 2020er | 2030er | ►

◄ |
1998 |
1999 |
2000 |
2001 |
2002
| 2003 | 2004 | 2005 | 2006 | ►

◄ |
August 2002 |
September 2002 |
Oktober 2002 |
November 2002 |
Dezember 2002 |
Januar 2003 |
Februar 2003 |
►
Dieser Artikel behandelt tagesbezogene Nachrichten und Ereignisse im November 2002.

## Tagesgeschehen

### Freitag, 1. November 2002
- Berlin/Deutschland: Der Ministerpräsident von Sachsen-Anhalt Wolfgang Böhmer (CDU) tritt sein Amt als Präsident des Bundesrates an. Böhmer ist der erste Bundesratspräsident, den das Land Sachsen-Anhalt stellt.[1][2]
- London/Vereinigtes Königreich: Der Prozess vor dem Hohen Gerichtshof gegen den ehemaligen Butler von Prinzessin Diana, der verstorbenen Gemahlin des Thronfolgers der britischen Monarchie, bricht zusammen, als sich herausstellt, dass der beschuldigte Paul Burrell in einem bislang nicht erwähnten Gespräch die Regentin Elisabeth II. darüber informierte, persönliche Gegenstände von Diana zu besitzen. Die Staatsanwaltschaft hielt die Gegenstände für Raubgut.[3]
- El Jadida/Marokko: Im überfüllten Gefängnis von El Jadida bricht ein Feuer aus bei dem 50 Insassen ums Leben kommen.[4]

### Sonntag, 3. November 2002
- Gandersum/Deutschland: Erstmals wird das Emssperrwerk genutzt um ein Schiff auf der Ems zu überführen. Für die Norwegian Dawn musste die Ems auf 2,2 Meter über Normalnull aufgestaut werden.
- Türkei: Bei der Parlamentswahl in der Türkei geht die AKP mit ihrem Spitzenkandidaten Recep Tayyip Erdoğan als Sieger hervor.

### Montag, 4. November 2002
- London/Vereinigtes Königreich: Die Non-Profit-Organisation Amnesty International veröffentlicht einen 74-seitigen Bericht über Kriegsverbrechen und Verstöße gegen die Menschenrechte seitens der Israelischen Verteidigungsstreitkräfte in Dschenin und Nablus.[5]

### Dienstag, 5. November 2002
- Jerusalem/Israel: Das Parlament wird aufgelöst und soll in Kürze neu gewählt werden. Verteidigungsminister Scha’ul Mofas von der Partei Zusammenschluss wird übergangsweise neuer Chef der Regierung.[6]
- Washington, D.C./Vereinigte Staaten: Bei den Halbzeitwahlen in der Mitte der ersten Amtszeit des 43. US-Präsidenten George W. Bush (Republikanische Partei) erreichen die Republikaner bei der Wahl zum Senat und bei der Wahl zum Repräsentantenhaus die Mehrheit der Sitze. Im Senat gab es zuvor eine Ein-Stimmen-Mehrheit der Demokraten.[7]

### Mittwoch, 6. November 2002
- Niederanven/Luxemburg: Ein Flugzeug vom Typ Fokker 50 der Fluggesellschaft Luxair verschwindet während des Landeanflugs auf den Flughafen Luxemburg vom Radar und zerschellt auf einem Feld bei Niederanven. 20 der 22 Insassen kommen durch das Unglück zu Tode.[8] (Luxair-Flug 9642)
- Schwerin/Deutschland: Der Landtag wählt den seit 1998 amtierenden Ministerpräsidenten Harald Ringstorff (SPD) erneut zum Regierungschef in Mecklenburg-Vorpommern.[9]
- Nancy/Frankreich: Durch ein Feuer in einem Schlafwagen kommen beim Eisenbahnunfall von Nancy zwölf Menschen ums Leben.
- Hamadan/Iran: Der Bürgerrechtler und Professor für Geschichte Haschem Aghadschari wird wegen Beleidigung des Propheten zum Tod durch den Strang verurteilt. Das Urteil löst Studentenproteste im Iran aus, später wird das Urteil auf fünf Jahre Haft abgemildert.[10]

### Donnerstag, 7. November 2002

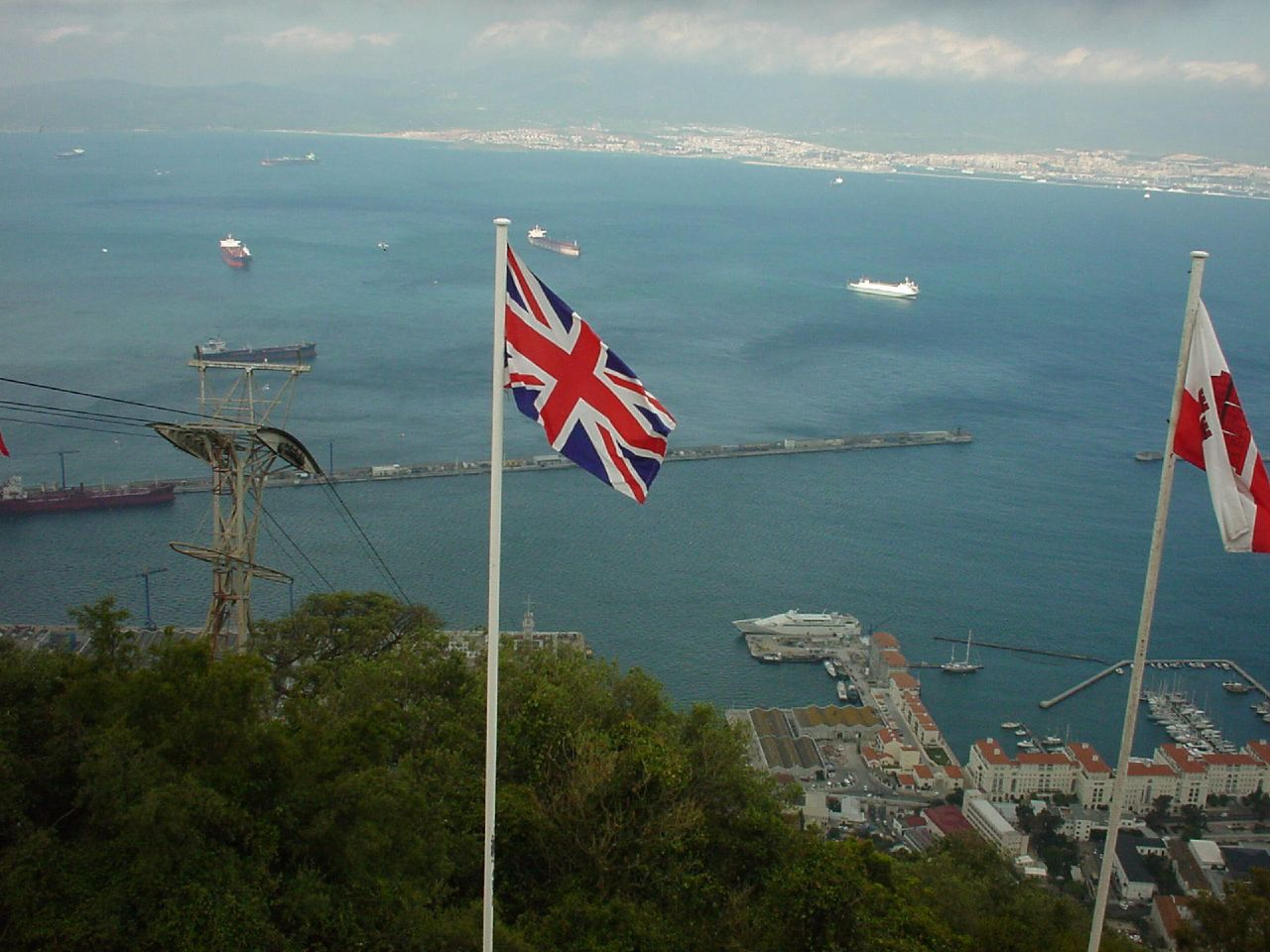
Bucht von Gibraltar

- Gibraltar: Die Verwaltung des Überseegebiets des Vereinigten Königreichs lässt die Bevölkerung in einem nicht verbindlichen Referendum darüber abstimmen, ob sie Verhandlungen über die Teilung der Souveränität zwischen dem Vereinigten Königreich und dem unmittelbaren Nachbarland Spanien aufnehmen soll. Eine große Mehrheit spricht sich gegen die Teilung aus. Gibraltar gilt in seiner aktuellen Verfassung als so genannte „Steueroase“.[11]

### Freitag, 8. November 2002
- New York/Vereinigte Staaten: Die Resolution 1441 des UN-Sicherheitsrates wird einstimmig beschlossen. Mit ihr wird Irak eine „letzte Gelegenheit“ gegeben, seinen Verpflichtungen bezüglich der Kontrolle und Vernichtung aller Massenvernichtungswaffen nachzukommen; bei Nichteinhaltung drohen „ernsthafte Konsequenzen“. Saddam Hussein akzeptiert am 13. November die Resolution, woraufhin nach vier Jahren wieder Waffenkontrolleure ins Land gelassen werden.

### Samstag, 9. November 2002
- Köln/Deutschland: Der Rundfunkveranstalter RTL beginnt mit der Ausstrahlung der ersten Staffel des Formats Deutschland sucht den Superstar nach dem Vorbild der Sendung Pop Idol aus dem Vereinigten Königreich.[12]
- Vereinigte Staaten: Beginn des bis zum 12. November andauernden Veterans Day Weekend Tornado Outbreak, bei dem 36 Menschen sterben. Bei 76 beobachteten Tornados kommen 36 Menschen ums Leben, 303 werden verletzt.[13]

### Montag, 11. November 2002
- Metzer/Israel: Bei einem Terrorangriff der Al-Aqsa-Märtyrerbrigaden auf einen Kibbuz werden 5 Menschen getötet, darunter zwei Kinder.[14]

### Dienstag, 12. November 2002
- Agats/Indonesien: Der Regierungsbezirk Asmat in der Provinz Papua auf der dünn besiedelten Insel Neuguinea wird gegründet. Er ist eine Abspaltung des Regierungsbezirks Merauke.[15]

### Freitag, 15. November 2002

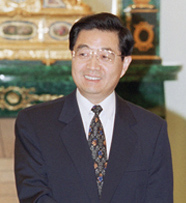
Hu Jintao

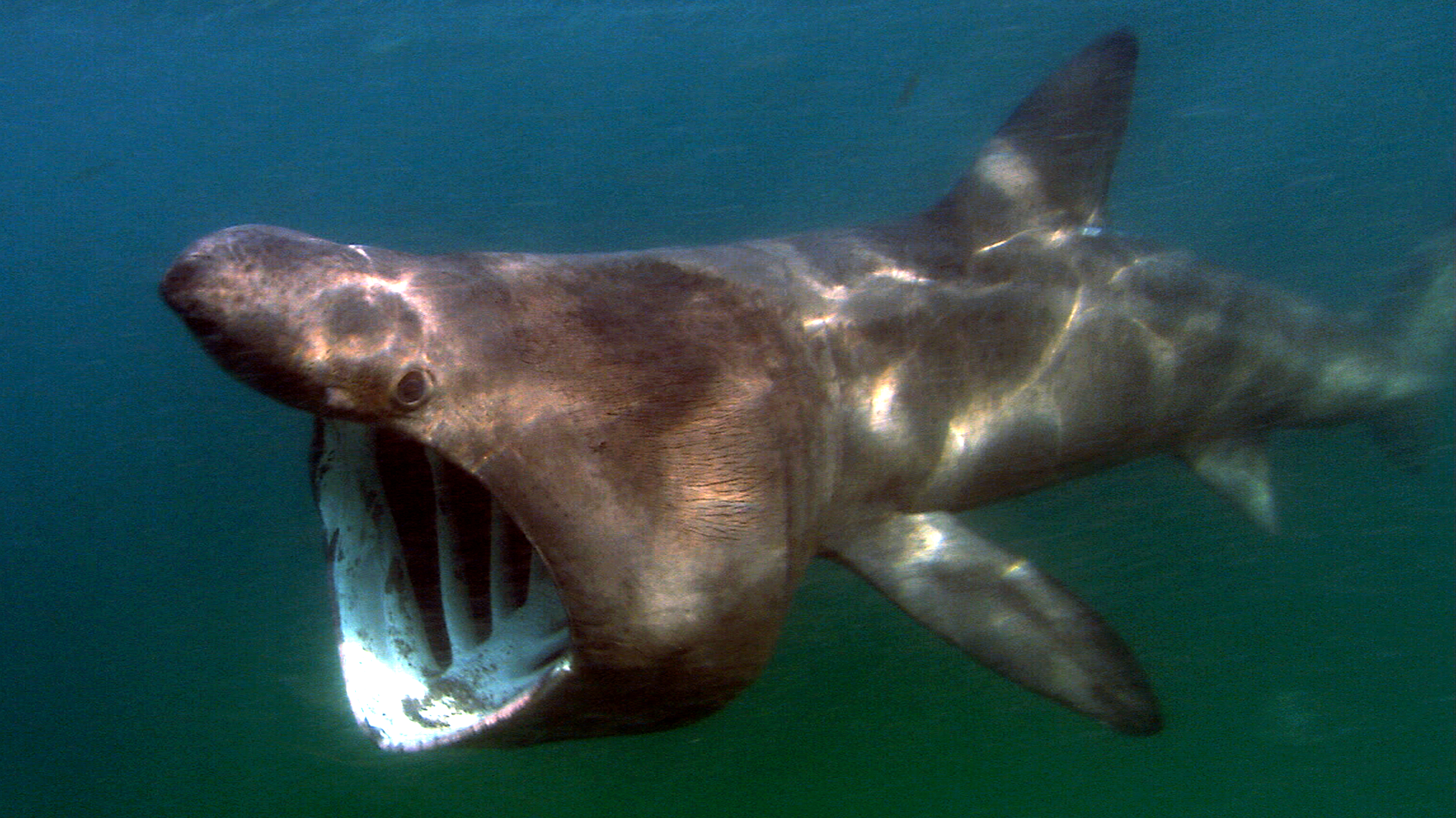
Riesenhai

- Peking/China: Hu Jintao wird auf dem Parteitag der Kommunistischen Partei zum Generalsekretär der KP China gewählt.[16]
- Santiago/Chile: Die 12. Konferenz zum Übereinkommen über den internationalen Handel mit gefährdeten Arten freilebender Tiere und Pflanzen beschließt Beschränkungen für den Handel mit dem Walhai, dem größten Fisch der Welt, und mit dem Riesenhai. Handel treibende Nationen müssen künftig Vorschriften beachten, die den Fortbestand der Fische sichern helfen.[17]

### Samstag, 16. November 2002
- Ankara/Türkei: Der Präsident der Republik Türkei Ahmet Necdet Sezer ernennt Abdullah Gül von der im August 2001 gegründeten Partei für Gerechtigkeit und Aufschwung zum neuen Ministerpräsidenten des Landes.[18]
- Alpen: Der stärkste Föhnsturm seit zwanzig Jahren richtet mit Windgeschwindigkeiten von bis zu 215 km/h in den Alpenländern Deutschland, Österreich und Italien große Schäden an.[19]

### Dienstag, 19. November 2002
- Spanien/Atlantischer Ozean: Das mit 77.000 Tonnen Schweröl beladene Tankschiff Prestige sinkt vor der spanischen Küste. Infolge der Havarie werden große Teile der spanischen und französischen Atlantikküste durch eine Ölpest verschmutzt.

### Donnerstag, 21. November 2002
- Kiew/Ukraine: Die neu geschaffene Partei der Regionen stellt den neuen Ministerpräsidenten der Ukraine Wiktor Janukowytsch. Er wird Nachfolger von Anatolij Kinach von der Partei der Industriellen und Unternehmer.[20]
- Prag/Tschechien: Auf der NATO-Gipfelkonferenz beschließen die 19 Mitglieder, die Länder Rumänien, Bulgarien, Slowenien, die Slowakei sowie die drei baltischen Staaten Estland, Lettland und Litauen in das Bündnis einzuladen.

### Freitag, 22. November 2002
- Canberra/Australien: Trotz großer geographischer Entfernung ratifiziert Australien das Übereinkommen über die Anerkennung von Qualifikationen im Hochschulbereich in der europäischen Region, mit der Hochschulreifezeugnisse und Hochschulabschlüsse in allen Vertragsstaaten gegenseitig anerkannt werden.[21]

### Samstag, 23. November 2002
- Wolfenbüttel/Deutschland: Auf eine bewohnte Moschee wird durch Rechtsextremisten ein Brandanschlag verübt. Die Täter können kurz darauf von der Polizei festgenommen werden.[22]

### Sonntag, 24. November 2002

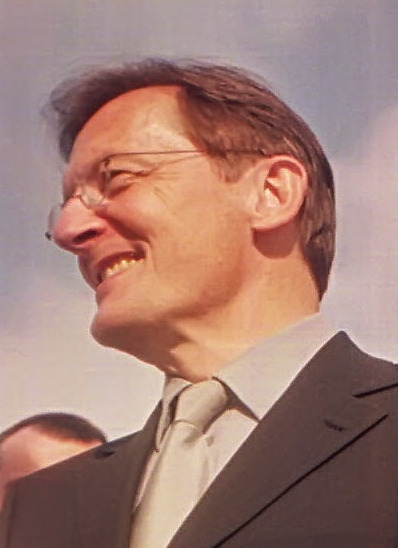
Wolfgang Schüssel

- Wien/Österreich: Die vorgezogene Nationalratswahl endet mit einem Sieg der ÖVP und einem Debakel der FPÖ. Die ÖVP steigert sich gegenüber 1999 um mehr als 15 %. Dagegen fällt der Stimmenanteil ihres einstigen Koalitionspartners FPÖ um fast 17 % auf etwa 10 %. Die SPÖ wird diesmal mit rund 37 % Stimmenanteil zweitstärkste Kraft.[23]

### Montag, 25. November 2002
- Washington, D.C./Vereinigte Staaten: US-Präsident George W. Bush unterschreibt den Homeland Security Act, um als Reaktion auf die Anschläge am 11. September 2001 ein Ministerium zum Schutz der Bevölkerung vor Terrorismus zu schaffen.[24]

### Donnerstag, 28. November 2002
- Mombasa/Kenia: Auf ein Touristenhotel wird ein Autobombenanschlag verübt bei dem 13 Menschen ums Leben kommen, gleichzeitig wird versucht ein Flugzeug mit einer Strela-2 abzuschießen. Als Urheber der Anschläge gilt Al-Qaida.[25]

## Weblinks

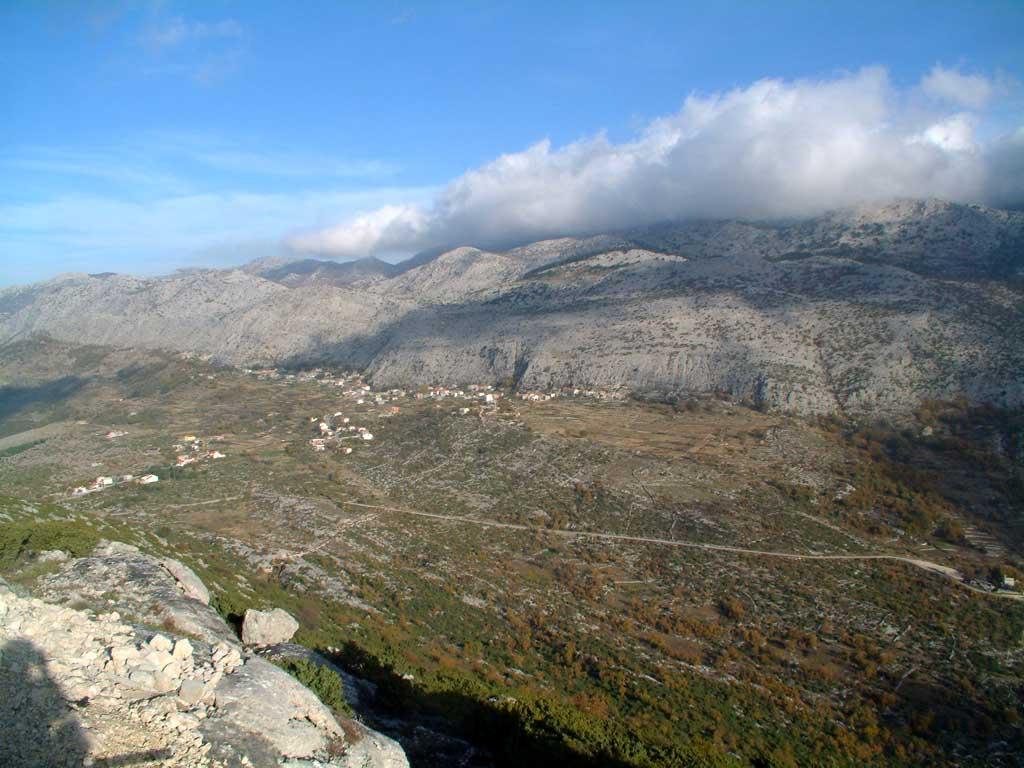
Kroatien im November 2002